# Macronemurus punjabensis
Macronemurus punjabensis är en insektsart som beskrevs av Soumyendra Nath Ghosh 1982. Macronemurus punjabensis ingår i släktet Macronemurus och familjen myrlejonsländor. Inga underarter finns listade i Catalogue of Life.